# Cheilopogon pinnatibarbatus
Cheilopogon pinnatibarbatus är en fiskart som först beskrevs av Bennett, 1831.  Cheilopogon pinnatibarbatus ingår i släktet Cheilopogon och familjen Exocoetidae. IUCN kategoriserar arten globalt som livskraftig.

## Underarter
Arten delas in i följande underarter:
- C. p. melanocercus
- C. p. pinnatibarbatus
- C. p. japonicus
- C. p. californicus
- C. p. altipennis